# Alcátoo (hijo de Pélope)
En la mitología griega Alcátoo o Alcato (en griego Ἀλκάθοος) fue un rey eleo de la polis de Mégara, y uno de los hijos de Pélope. Se dice que venció al león de Citerón. Tiene un heroon en la Acrópolis de Mégara.
Alcátoo convino en desposarse primero con la epónima Pirgo, y después con Evecme, hija de Megareo. Fue padre de al menos tres hijas: Ifínoe, Peribea y Automedusa. También tuvo dos hijos: Isquépolis y Calípolis.
Pausanias nos dice que no lejos del sepulcro de Hilo hay un templo de Apolo y de Ártemis. Dicen que Alcátoo lo construyó después de matar al león llamado Citeronio. A manos de este león murió, entre otros, Evipo, hijo del rey Megareo, y el mayor de sus hijos, Timalco, murió todavía antes a manos de Teseo, cuando hacía una expedición contra Afidna con los Dioscuros. Megareo entonces prometió la mano de su hija y la sucesión del reino al que diese muerte al león Citeronio. Por esto Alcátoo atacó y venció a la fiera, y cuando fue rey construyó este templo, poniendo a Ártemis el sobrenombre de Agrótera y a Apolo el de Agreo.
Mégara fue tomada durante el reinado de Niso, y el poder real lo heredó un yerno de Niso, Megareo, y a su vez Alcátoo, yerno de Megareo. Parece que cuando murió Niso y los asuntos les iban muy mal a los megarenses, llegó Alcátoo. Reconstruyó la muralla desde sus cimientos, porque el recinto antiguo había sido destruido por los cretenses. Pero hay quienes dicen que Alcátoo mató al león en otro lugar no especificado. Cerca de la Acrópolis de Mégara la hogar hay una piedra en la que dicen que Apolo depositó la cítara cuando ayudaba a Alcátoo en la construcción de la muralla. En efecto Alcátoo envió a su hija Peribea juntamente con Teseo a Creta en pago del tributo. Entonces, según dicen los megarenses, colaboró Apolo con él en la construcción de la muralla y depositó la cítara en la piedra. Si uno golpea ésta con una piedrecita, resuena como cuando se toca la cítara.
Alcátoo tuvo también otro hijo mayor, Isquépolis, que su padre envió para que ayudara a Meleagro a acabar con la fiera de Etolia. Pero murió allí y el primero que se enteró de que había muerto fue Calípolis, que subió corriendo a la Acrópolis —en aquel momento su padre hacía un sacrificio a Apolo— y arrojó la leña del altar. Alcátoo, no conociendo todavía la muerte de Isquépolis, juzgó que Calípolis no obraba piadosamente, y al punto, lleno de ira, lo mató tras golpearle en la cabeza con uno de los leños arrojados del altar. Más tarde Poliído vino a Mégara para purificar a Alcátoo por el asesinato de su hijo.